# Baía de Anibare

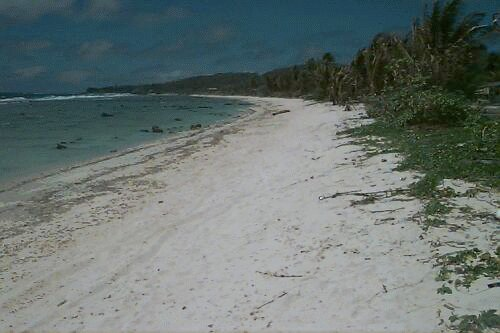
Vista da Baía de Anibare, localizada na costa sudeste da ilha de Nauru, conhecida por suas praias de areia branca e formações costeiras. Licença: CC BY-SA 3.0.

A baía de Anibare é uma baía em Nauru. Ela é um pouco arriscada, porque há rebentação freqüentemente pesada e uma corrente subaquática. A diversidade da flora subaquática há uma raridade, porque Nauru não foi explorada pesadamente por turistas. A baía de Anibare está próximo à laguna Buada a maior atração da ilha inteira.
A Baía de Anibare está situada em uma área geologicamente significativa da ilha de Nauru, formada principalmente por depósitos calcários arrecifais que se desenvolveram sobre a estrutura vulcânica basal da ilha. Esses depósitos refletem o processo de elevação tectônica e o desenvolvimento das plataformas de corais ao longo de milhares de anos.